# Villanueva (Teverga)
Villanueva (oficialmente en asturiano: Viḷḷanueva) es una parroquia del concejo de Teverga, en el Principado de Asturias (España). Alberga una población de 224 habitantes (INE 2006) en 185 viviendas. Ocupa una extensión de 31,37 km². Está situada a 5 km de la capital del concejo. Su templo parroquial está dedicado a Santa María.

## Barrios
- Campos
- La Torre
- Quintanal
- Vigidel (Vixidel en asturiano)
- Villanueva

- Datos: Q958554
- Multimedia: Villanueva, Teverga / Q958554

1. ↑  «Expediente con los topónimos oficiales de Teverga». BOPA. Gobierno del Principado de Asturias.